# Iván Bravo
Iván Bravo Castro (20 de enero del 2001; Salt, Gerona) es un futbolista español. Juega como lateral y su equipo actual es el Osasuna Promesas de la Segunda RFEF.

## Carrera deportiva
Nacido en el municipio catalán de Salt, se unió a La Masía del FC Barcelona en 2010, después de haber pasado por las categorías inferiores de la UE Salle Girona y del Girona FC. En el año 2019, fichó por el RCD Mallorca, siendo asignado al Juvenil A del equipo.
Iván empezó a entrenar con el primer equipo en mayo de 2020 debido a la pandemia por el COVID-19, formando parte del equipo en pretemporada. El 13 de septiembre, aún sin haber disputado ningún partido con el Mallorca "B", Bravo hizo su debut profesional empezando como titular en un partido perdido contra el Rayo Vallecano por 0 a 1 en la Segunda División de España.
Después el Osasuna lo fichó por solo 30.000 euros  para el promesas

## Clubes
| Club                  | País   | Año             |
| --------------------- | ------ | --------------- |
| R. C. D. Mallorca "B" | España | 2020-2021       |
| R. C. D. Mallorca     | España | 2020-2021       |
| Osasuna Promesas      | España | 2021-Actualidad |